# ドルチーノ派

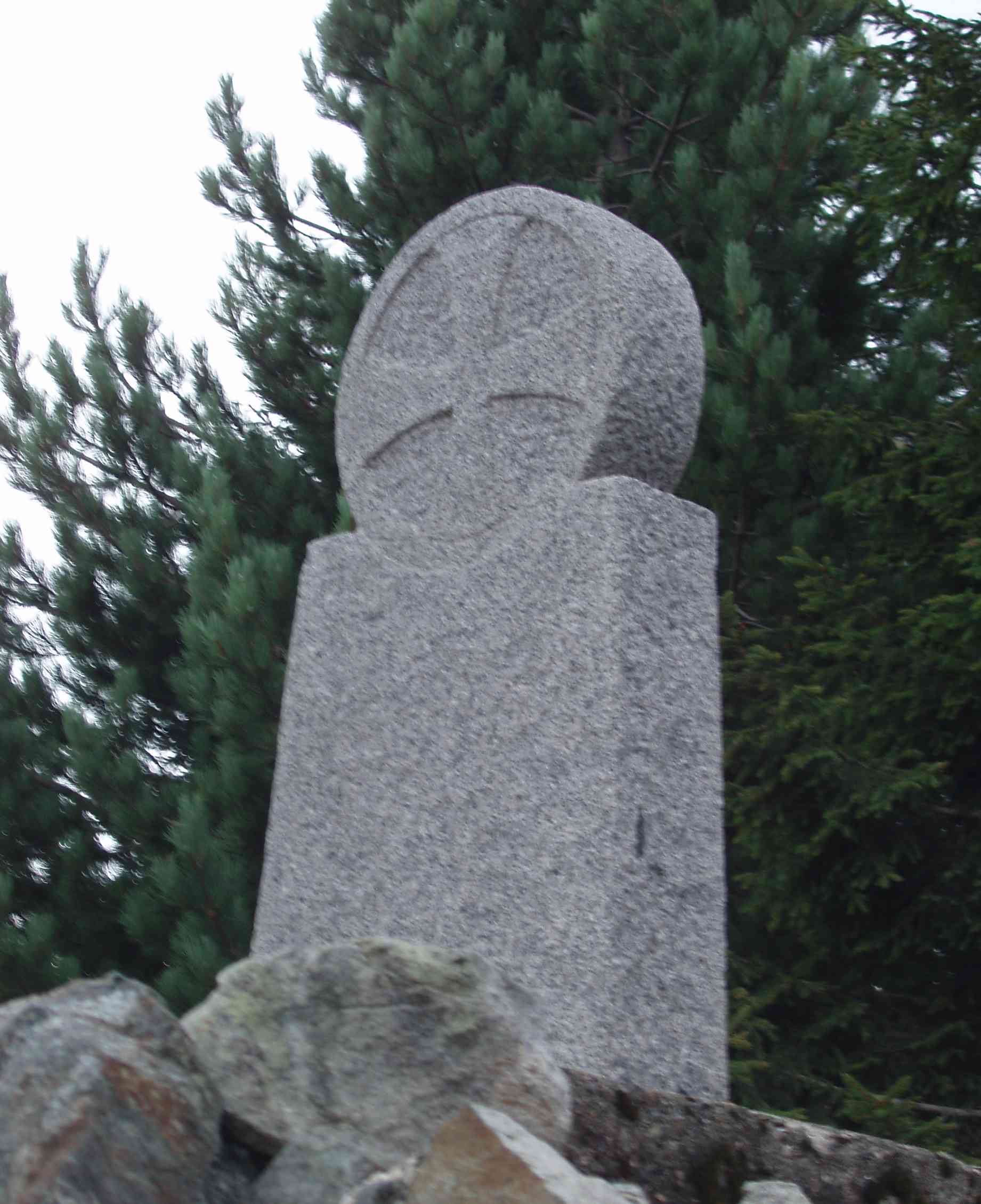
ノヴァーラ、ヴェルチェッリの間の山にあるドルチーノ派の慰霊碑

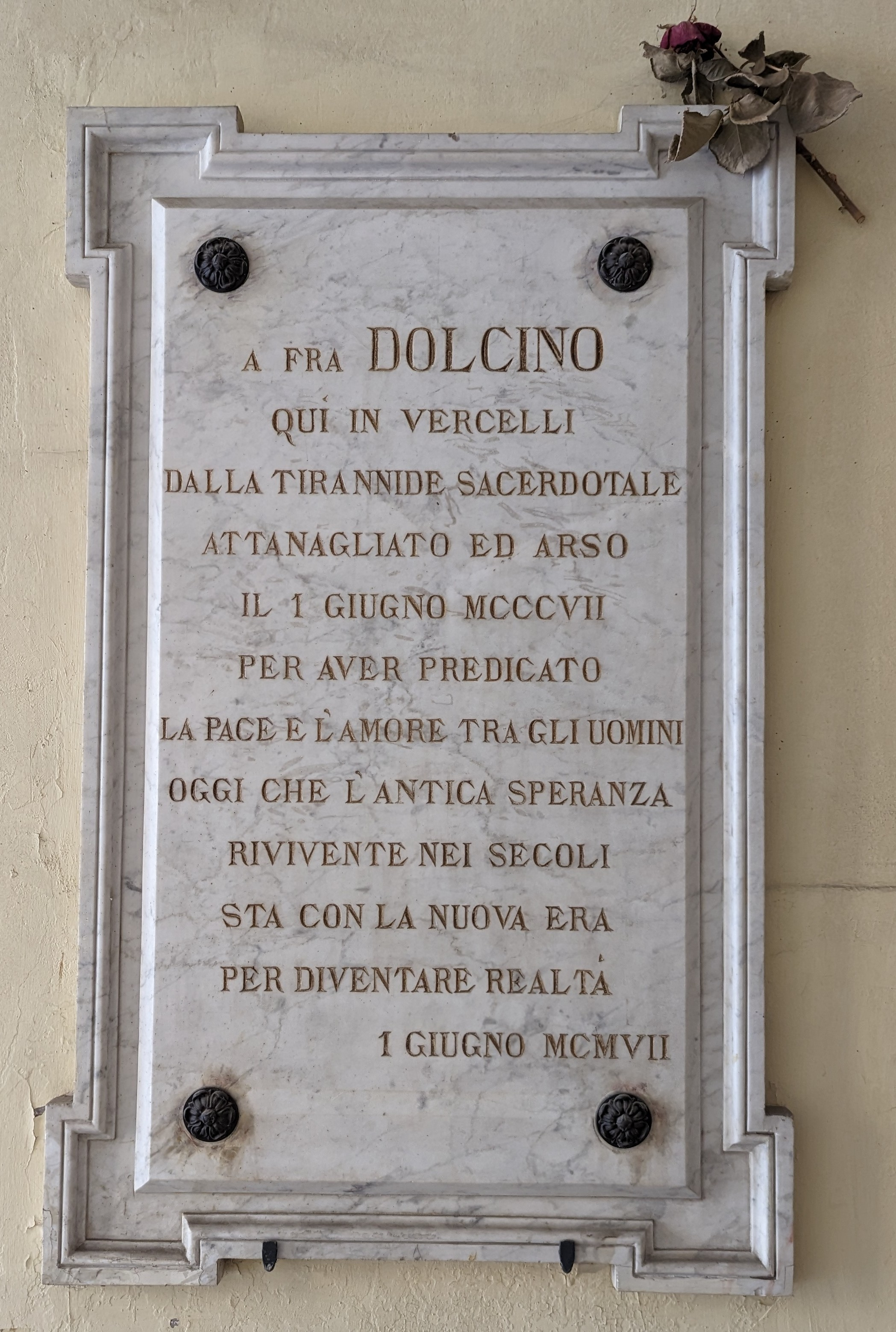
ヴェルチェッリのドルチーノたちが火刑にされた場所を示すプレート

ドルチーノ派（イタリア語: Dolciniani、英語: Dulcinian）は、14世紀のイタリアに存在したキリスト教異端派。1260年にジェラルド・セガレルリが創設した使徒兄弟団（教会からは偽使徒派と呼ばれた）が、1300年異端のかどでセガレルリが処刑されてからは、フラ・ドルチーノが同団の指導者となり主義、主張、思想が変化したため便宜上、こう呼ばれる。
1260年にパルマで創設された使徒兄弟団は、ヨアキム主義の影響をうけた修道会で富裕な聖職者を批判し徹底した清貧活動をして市民から支持された。パルマ市当局も当初は咎めなかったが、新たな修道会を認めない教皇庁は異端宣告をしてセガレルリを処刑した。
しかし団員たちは活動を続け、ドルチーノが指導者となり独自の終末論を唱えるキリスト教神秘主義の一派に変化する。トレントで説教をして千人以上の信徒を獲得したために市から追放された。故郷を目指し信徒を引き連れていったが、道中でヴァルド派などの異端各派を糾合して信徒数は数千人に達した。
到着するとノヴァーラ北方セージア谷の山岳地帯の岩山に砦と粗末な住居を築いて立てこもり、敵対する近隣地域への略奪行為などを行い始めた。このとき人類の歴史を4段階に分け最終的にドルチーノが人類の導き手になると記したマニフェストを外部に何度か送っている。
教皇クレメンス5世は、各地の有力者に呼びかけ討伐用の十字軍を編成しヴェルチェッリの司教に指揮を取らせた。迎え撃ったドルチーノ派との間でまずは小競り合いになったが砦はびくともせず、密かに教会に不満を持つ農民や諸侯に支援された。しかし、1305年には厳しい寒さの冬が到来して食料がなくなり、多くの餓死者が出た。岩山での生活は不可能となり負傷者と病人を置き去りにして撤退し、トリヴェーロ地区の山に陣を構えた。そこでの凄惨な戦闘によって信徒の多くは殺戮され、ドルチーノとその妻マルゲリータ、側近たちは捕えられ、1307年6月、ヴェルチェッリで火刑にされ、ドルチーノ派は壊滅した。